# David T. Gies
David Thatcher Gies es un hispanista e historiador de la literatura española, de nacionalidad estadounidense.

## Biografía
Licenciatura en la universidad Penn State, masterado y  doctorado en la universidad de Pittsburgh, se ha especializado en literatura española de la Ilustración y del Romanticismo. Actualmente es catedrático de la Universidad de Virginia y participa en la redacción de la revista Dieciocho de tal Universidad; se ha interesado en especial por el teatro español e hispanoamericano y por la literatura femenina escrita en español. Ha editado el Don Juan Tenorio de José Zorrilla, varias obras de Nicolás Fernández de Moratín y una comedia de magia de Juan de Grimaldi, La pata de cabra. Es el editor de The Cambridge History of Spanish Literature (2005).

## Obras
- El teatro en la España del siglo XIX. Madrid: Cambridge University Press, 1996. (Spanish translation of below).
- The Theatre in Nineteenth-Century Spain. Cambridge: Cambridge University Press, 1994.
- Theatre and Politics in Nineteenth-Century Spain: Juan de Grimaldi as Impresario and Government Agent. Cambridge: Cambridge University Press, 1988.
- Nicolás Fernández de Moratín. Boston: G.K. Hall, 1979. (Twayne World Authors Series 558). Sections translated into Spanish in José Caso González, ed., Historia y crítica de la literatura española, IV (Barcelona: Editorial Crítica, 1983): 233-42.
- Agustín Durán: A Biography and Literary Appreciation. London: Tamesis Books, 1975.

- Datos: Q5800395